# Max-Reger-Preis

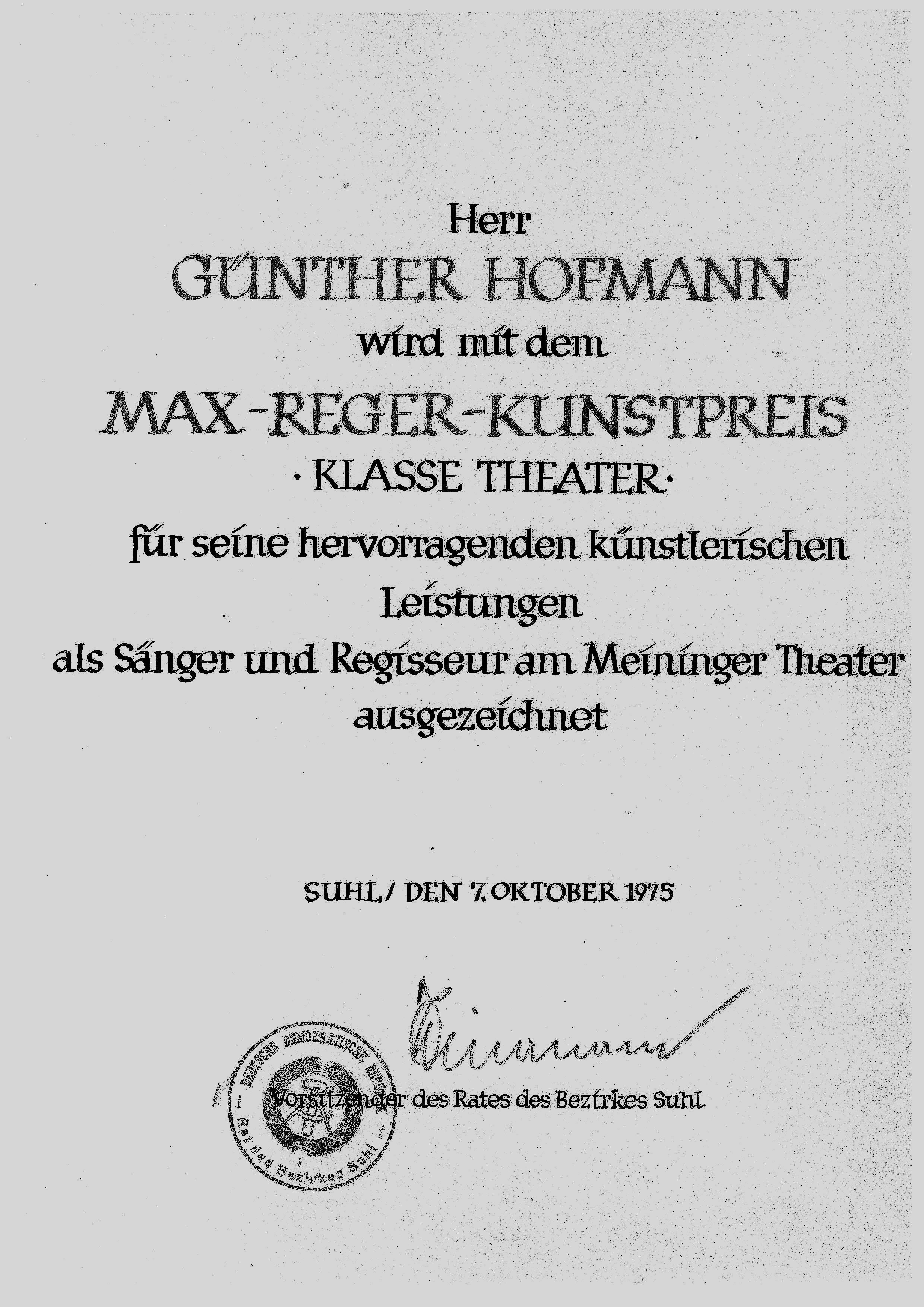
Urkunde zum Max-Reger-Preis

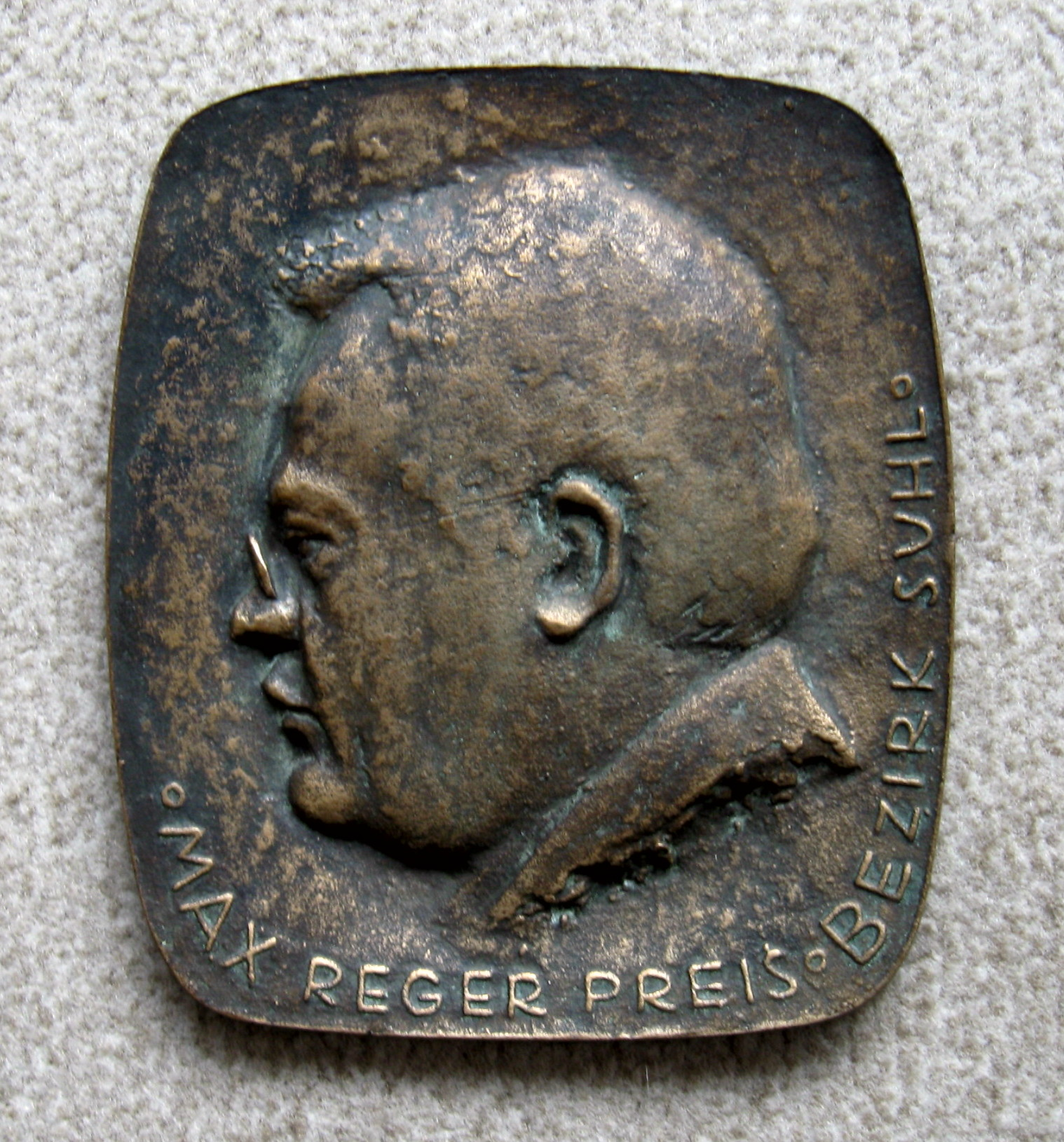
Medaille zum Max-Reger-Preis

Der Max-Reger-Kunstpreis war ein Kunstpreis des Bezirkes Suhl in der DDR. Er wurde alljährlich am 7. Oktober zum Tag der Republik an Persönlichkeiten aus Wissenschaft und Kunst des Bezirkes Suhl verliehen. Namensgeber des Preises war der Komponist und Dirigent Max Reger, der von 1911 bis 1915 in der ehemaligen Residenzstadt Meiningen lebte und hier bis 1914 die Meininger Hofkapelle leitete. Diese humanistische Tradition der Stadt Meiningen lief mit dem Einigungsvertrag 1990 aus.
Die Verleihung fand im Marmorsaal des Schlosses Elisabethenburg in Meiningen statt. Zu dem Festakt wurde unter anderem das Max-Reger-Kammermusikensemble engagiert. Der Preis war mit 3000 Mark der DDR dotiert und bestand aus einer Bronzemedaille im Lederetui sowie aus einer repräsentativen Ledermappe mit Urkunde. Der Preis hatte verschiedene Klassen, darunter die Klassen „Literatur“ und „Theater“.

## Preisträger (Auswahl)
- Konrad Mann (Dirigent, Pianist) 1962
- Walter Werner[4] (Schriftsteller) 1962
- Erich Wurzer (Bildhauer) 1963
- Olaf Koch (Dirigent) 1964
- Werner Schwarz[5] (Kunstmaler, Grafiker) 1965
- Wolfgang Hocke (Dirigent) 1967
- Curt Letsche (Schriftsteller) 1969
- Fritz Kühn (Kunstschmied, Bildhauer) 1970
- Ali Kurt Baumgarten[6] (Kunstmaler) 1971
- Volkhard Precht, Glasgestalter, 1974
- Günther Hofmann (Opernsänger und -regisseur) für Theater 1975
- Chris Hornbogen[7] (Literat) 1977
- Günter Dührkop (Maler und Grafiker) 1977
- Meininger Chorgemeinschaft
- Horst Jäger (Autor) für Literatur 1979
- Joachim Knappe (Schriftsteller) 1979
- Kammerorchester der TH Ilmenau 1979
- Landolf Scherzer[8] (Schriftsteller) 1980
- Elfriede Seibt (Malerin und Grafikerin) 1980
- Wolfgang Rinecker (Autor) 1981
- Albrecht Greiner-Mai, Glasgestalter, 1982
- Suhler Knabenchor 1985
- Peter Ehrlicher (Sänger) 1988
- Folkloreensemble Neuhaus am Rennsteig 1989
- Chorgemeinschaft Krayenberg
- Wolfgang Rommel

Der Max-Reger-Kunstpreis ist nicht zu verwechseln mit dem Mainfränkischen Kunstpreis als NS-Ehrung, der auch als Max-Reger-Preis bezeichnet wurde.